# Pan-Amerikaanse kampioenschappen wielrennen 2025 – Wegwedstrijd vrouwen elite
De wegwedstrijd voor vrouwen elite op de Pan-Amerikaanse kampioenschappen wielrennen 2025 werd gehouden op 26 april. De 67 deelneemsters moesten een parcours van 104,8 kilometer in en rond het Uruguayaanse Punta del Este afleggen. De Colombiaanse Juliana Londoño won, voor de Amerikaanse Skylar Schneider en Teniel Campbell uit Trinidad en Tobago.

## Uitslag
| Plaats | Naam                         | Tijd     |
| ------ | ---------------------------- | -------- |
| Goud   | Juliana Londoño              | 2u42'37" |
| Zilver | Skylar Schneider             | z.t.     |
| Brons  | Teniel Campbell              | z.t.     |
| 4      | Catalina Soto                | z.t.     |
| 5      | Paola Muñoz                  | z.t.     |
| 6      | Flor Espiritusanto           | z.t.     |
| 7      | Yendry Quesada               | z.t.     |
| 8      | Julieta Benedetti Venturella | z.t.     |
| 9      | Jesica Bonilla               | z.t.     |
| 10     | Ana Paula Polegatch          | z.t.     |
| 11     | Tamires Radatz               | z.t.     |
| 12     | Andrea Ramírez               | z.t.     |
| 13     | Lilibeth Chacón              | z.t.     |
| 14     | Marcela Peñafiel             | z.t.     |
| 15     | Erialis Otero                | z.t.     |
| 16     | Lianis Mesa                  | z.t.     |
| 17     | Martina Torres               | z.t.     |
| 18     | Renata Guerra                | z.t.     |
| 19     | Márcia Fernandes             | z.t.     |
| 20     | Mariana García               | z.t.     |